# Keichō-Sanriku-Erdbeben 1611
Das Keichō-Sanriku-Erdbeben (jap. 慶長三陸地震, Keichō Sanriku jishin) ereignete sich am 2. Dezember 1611 (traditionelles Datum: Keichō 16/10/28) östlich von Japan. Im Anschluss traf ein Tsunami die Sanriku-Küste. Ungefähr 5.000 Menschen kamen ums Leben. Die maximale Wellenhöhe von 25 m wurde in Yamada und Tarō erreicht. Die Welle gelangte bis zu 4 km ins Landesinnere.
Ähnlich verheerende Erdbeben an gleicher Stelle waren das Jōgan-Sanriku-Erdbeben 869, das Meiji-Sanriku-Erdbeben 1896, das Shōwa-Sanriku-Erdbeben 1933 und das Tōhoku-Erdbeben 2011.